# 祖父江逸郎
祖父江 逸郎（そぶえ いつろう、1921年3月19日 - 2021年3月29日）は、日本の医師（神経内科）、軍医。 公益財団法人 長寿科学振興財団名誉理事長および名古屋大学名誉教授、愛知医科大学名誉教授。息子に学校法人愛知医科大学理事長・愛知医科大学学長の祖父江元。愛知県名古屋市出身。

## 来歴
愛知一中を経て、1943年に名古屋帝国大学医学部卒業。海軍軍医学校での訓練を経て軍医中尉となり、戦艦大和に乗艦。乗組軍医としてマリアナ沖海戦、レイテ沖海戦に従軍した。1945年1月に広島県江田島の海軍兵学校大原分校に転勤（乗艦していた大和は1945年4月沈没）。8月6日の広島原爆投下の3日後に現地調査を行った。
戦後は1950年代から多発した「薬害スモン」のほか、筋萎縮性側索硬化症（ALS）やパーキンソン病など難病の原因究明や治療法の開発に貢献。地域住民の健康増進や生活の質向上を目指す活動にも尽力した。名古屋大医学部教授、名大病院長、国立療養所中部病院（現国立長寿医療研究センター）院長などを経て、1991〜2000年に愛知医科大学学長、2010〜2020年に公益財団法人長寿科学振興財団理事長をそれぞれ務めた。99歳まで現職。
2021年3月29日、肺炎のため、死去。100歳没。死没日をもって、従七位から正四位に叙される。

## 表彰
- 1958年 - 森村賞（日本精神神経学会賞）[2]
- 1979年 - 中日文化賞[2]
- 1994年 - 勲二等旭日重光章叙勲[2]
- 2018年 - 第4回山上の光賞[6]

## 書籍
- 『長寿を科学する』（岩波新書、2009年）
- 『天寿を生きる』（角川oneテーマ21、2011年）
- 『軍医が見た戦艦大和』（角川書店、2013年）
- 『一期一会　サイエンスの大海のなかで』（文芸社、2015年）
- 『この歳になってわかったこと』（ベストセラーズ、2020年）